# Roberto Mozzini
Roberto Mozzini (ur. 22 października 1951 w Sustinente) – włoski piłkarz, występujący na pozycji obrońcy.
W latach 1976–1977 rozegrał 6 meczów w reprezentacji Włoch. W 1975 zdobył mistrzostwo Włoch z zespołem AC Torino, a w 1980 z Interem Mediolan.